# 並木橋ハイスクール
並木橋ハイスクール（なみきばしハイスクール）は、日本の芸能事務所『プラチナムプロダクション』に所属する女性芸能グループ。
キャッチ・コピーは「みんなの夢を叶える場所。」

## 概要
数々のタレントを輩出したプラチナムプロダクションが主宰する、新人育成プロジェクトとして2014年1月に発足した。ユニット名の“並木橋”は、同プロダクションが所在する東京都渋谷区渋谷3丁目付近にある「並木橋交差点」に由来する。
いろいろな夢をもった女の子が「成長して夢を叶えるためのハイスクール」をコンセプトとしており、所属メンバーの個性を伸ばし魅力を磨いてゆく「部活動」、ファンに部活動の成果を披露する「インターネット動画配信」、ファンとの交流の場である「スクール(旧並木橋カフェ)」、生徒たちの活躍の場である「イベント」などがある。
メンバーはスクール生と呼ばれ、個々に目標を持っており、女優・モデル・タレントに大別される。また「並木橋採点委員会」という、放送作家らで構成される組織がスクール生を採点し、週間ランキングで上位5名に選ばれるとさらなる活動の場が与えられる特典がある。

## スクール生一覧
※五十音順
| 名前       | よみ            | 生年月日               | 血液型 | 身長  | 備考                                                                         |
| ---------- | --------------- | ---------------------- | ------ | ----- | ---------------------------------------------------------------------------- |
| 在原莉夏   | ありはら りか   | 1996年8月5日（28歳）   | O型    | 165cm |                                                                              |
| 伊藤弥鈴   | いとう みすず   | 1994年1月4日（31歳）   | A型    | 161cm |                                                                              |
| 大沼采奈   | おおぬま あやな | 1996年10月2日（28歳）  | A型    | 159cm |                                                                              |
| 木内くるみ | きうち くるみ   | 1994年2月28日          | A型    | 149cm |                                                                              |
| 菊池晴美   | きくち はるみ   | 1995年1月16日（30歳）  | O型    | 165cm |                                                                              |
| 小林奈々香 | こばやし ななか | 1998年4月6日（26歳）   | A型    | 170cm | スクール生最年少                                                             |
| 塩川絵理   | しおかわ えり   | 1998年2月16日（27歳）  | ?型    | 161cm |                                                                              |
| 静麻波     | しずか まなみ   | 1994年9月14日（30歳）  | B型    | 165cm | ミスiD2014エントリー                                                         |
| 道京莉羅   | どうきょう りら | 1997年5月15日（27歳）  | O型    | 164cm |                                                                              |
| 戸田杏香   | とだ きょうか   | 1997年12月24日（27歳） | A型    | 164cm | FYTでも活動。                                                                |
| 中原未來   | なかはら みく   | 1993年1月26日（32歳）  | O型    | 167cm | スクール生最年長 アイドルグループ「HR」元メンバー 日テレジェニック2014候補生 |
| 林あやの   | はやし あやの   | 1993年5月31日（31歳）  | B型    | 156cm | 教育的指導!!せんせ〜しょん'sメンバー                                         |
| 久次紗希   | ひさつぎ さき   | 1995年3月15日（29歳）  | B型    | 171cm | スクール生最長身                                                             |
| 細川菜花   | ほそかわ なのは | 1995年8月27日（29歳）  | AB型   | 160cm |                                                                              |
| まみやりん |                 | 1995年10月14日（29歳） | B型    | 164cm |                                                                              |

## 経歴

### 2014年
- 1月 成長して夢を叶えるためのハイスクールをコンセプトに活動がはじまる
- 3月4日 並木橋カフェ（現在のスクール）がオープンする
- 3月5日 初の楽曲となる「誰がために花は咲く～並木橋アンセム」、2ndシングル「教えてTEACH ME」の歌詞が公開
- 3月11日 新スクール生として、在原莉夏、大沼采奈の2名が加入
- 3月14日 「SSGPresents『PRIDE In TOKYO』ホワイトデーは渡さナインです！！」にオープニング・アクトとして出演
- 3月26日 制服が完成
- 3月29日 「SEA級グルメカーニバル」に出演
- 4月1日 1stシングル「並木橋アンセム ～誰がために花は咲く～ (ver.0) 」2ndシングル「教えてTEACH ME!(Ver.0)」リリース
- 4月12日 ウタ娘プレミアムライブに出演
- 4月26日 「青山☆聖ハチャメチャハイスクール presents ハチャメチャ祭Vol.13」にゲスト出演
- 5月1日  3rdシングル「スタンプ(デモ)」リリース
- 5月10日 「小桃音まい主催ライブ『コトネの日』」に出演
- 5月24日 「ワンコイン BOMBER!!」「PA!PA!PA! PARTY!!」に出演
- 5月28日 「NEXT-ONE ! 道玄坂公演」に出演
- 6月7日 「ウタ娘定期LIVE2部」に出演
- 6月14日 「アイドル甲子園NEXT出演」に出演
- 6月21日 「YATSUI FESTIVAL! 2014」に出演
- 6月24日 SENJUX「千住でクロス music LIVE」に出演
- 7月7日 「アイドル甲子園～七夕祭り～」に出演

### 2015年
- 5月16日 解散ライブを開催

## ディスコグラフィー

### インディーズ
- 2014.4.1：並木橋アンセム ～誰がために花は咲く～ (ver.0)
- 2014.4.1：教えてTEACH ME!(Ver.0)
- 2014.5.1：スタンプ(デモ)
- 2014.6.4：タオルダンク(DEMO)